# ナッシング・パーソナル
『ナッシング・パーソナル』（原題：Nothing Personal）は、1995年に公開されたアイルランド・イギリス合作映画。
テロによる事実上の内戦状態が続く1975年の北アイルランドを舞台に、プロテスタントのユニオニスト（英国領であることを望む人々）のテロリストの側から描かれたドラマ映画。イアン・ハートが第52回ヴェネツィア国際映画祭助演男優賞を受賞している。 
VHS邦題は『ナッシング・パーソナル/報復の無差別爆破』。

## キャスト
- ジンジャー：イアン・ハート
- リアム：ジョン・リンチ
- ケニー：ジェームズ・フレイン
- キャスリーン：ジェニ・コートニー
- アン：マリア・ドイル・ケネディ
- トミー：ルーアリー・コンロイ
- レナード：マイケル・ガンボン
- エディ：ゲイリー・ライドン
- セシル：ジェラード・マクソーリー
- マイケル：ガレス・オヘア
- リアム・ジュニア：キアラン・フィツジェラルド
- リジー：キャシー・ホワイト

## スタッフ
- 監督：サディアス・オサリヴァン
- 原作・脚本：ダニエル・モーニン
- 製作：ジョナサン・カヴェンディッシュ、トレイシー・シーウォード
- 製作総指揮：ジェームズ・ミッチェル
- 撮影：ディック・ポープ
- 音楽：フィリップ・アプルビー
- 美術：マーク・ゲラハティー
- 編集：マイケル・パーカー
- 衣装デザイン：コンソラータ・ボイル